# Carlos Alberto Fernández (diputado de Misiones)
Carlos Alberto Fernández (Oberá, 5 de febrero de 1957), conocido como «Carlitos» Fernández, es un político y médico argentino. Desde 2021 se desempeña como diputado nacional por la provincia de Misiones, siendo elegido por el Frente Renovador de la Concordia Social. Anteriormente se había desempeñado como intendente del municipio de Oberá desde 2015.

## Biografía
Nacido en 1957 y criado en Oberá (Misiones), donde realizó todos sus estudios hasta la secundaria, estudió en la Facultad de Ciencias Médicas de la Universidad Nacional de Córdoba, ciudad donde también hizo su residencia, para regresar a la provincia de Misiones como médico pediatra y cirujano. En su ciudad natal, ejerció como médico pediatra y cirujano.
Comenzó sus primeros pasos en política en el Frente Renovador de la Concordia Social, al que fue invitado por Carlos Rovira, entonces gobernador de Misiones en 2003. Ese año fue elegido concejal de su ciudad, asumiendo en 2003 como tal, siendo nuevamente elegido en 2007. Llegó a la intendencia de Oberá por primera vez en 2015, siendo reelegido en 2019, reemplazando a Ewaldo Rindfleisch, de su mismo partido.
En las elecciones legislativas de 2021, fue elegido por su partido para encabezar la lista de diputados nacionales por la provincia de Misiones. En aquella elección, si bien Juntos por el Cambio logró el primer lugar, logró ingresar como diputado, asumiendo en diciembre de ese año. No renunció al cargo de intendente, del que le restaban dos años para finalizar el mandato, sino que pidió licencia. Junto a Diego Sartori, integran el bloque del Frente de la Concordia Misionero, que a su vez integra el interbloque «Provincias Unidas» con diputados de otras fuerzas provinciales.